# Primitive (The Watch)
Primitive is het vierde album van de Italiaanse band The Watch. Ook nu weer lijkt de muziek op Genesis begin jaren 70 van de 20e eeuw.

## Musici
- Simone Rossetti - zang, moog, mellotron, synthesizer en dwarsfluit;
- Ettore Salati - gitaar en baspedaal;
- Roberto Leoni - drums en percussie;
- Marco Schembri - basgitaar en gitaar;
- Fabio Mancini - toetsen;

## Composities
1. Sound of the Sirens (8;00);
2. The Border (4:16);
3. Tow paces to the Rear (9:10);
4. When I was a Tree (5:38);
5. Another life (6:19);
6. Berlin 1936 (8:51);
7. Roaring on (4:51).

Alle muziek gecomponeerd door Rossetti, behalve Soaring on, door Rossetti en Cristiano Roversi. Teksten door Antonio de Sarna (1,2,5,7) en Rossetti.